# Witt (Versandhandel)
Die Josef Witt GmbH (Außenauftritt: Witt-Gruppe) ist ein international tätiges Textilhandelsunternehmen mit Sitz in Weiden in der Oberpfalz, das seit 1987 zur Otto Group gehört. Das Unternehmen vertreibt unter der Bekleidungsmarke Witt und drei weiteren Marken hauptsächlich Damenoberbekleidung, Wäsche und Heimtextilien primär über den Versandhandel. Die Witt-Gruppe zählt zu den größten Arbeitgebern der Oberpfalz und hat weltweit 21,1 Millionen Kunden. Im Geschäftsjahr 2024/25 erzielte die Unternehmensgruppe einen Umsatz von 1,257 Milliarden Euro und beschäftigte 3.700 Mitarbeiter.

## Unternehmensgeschichte

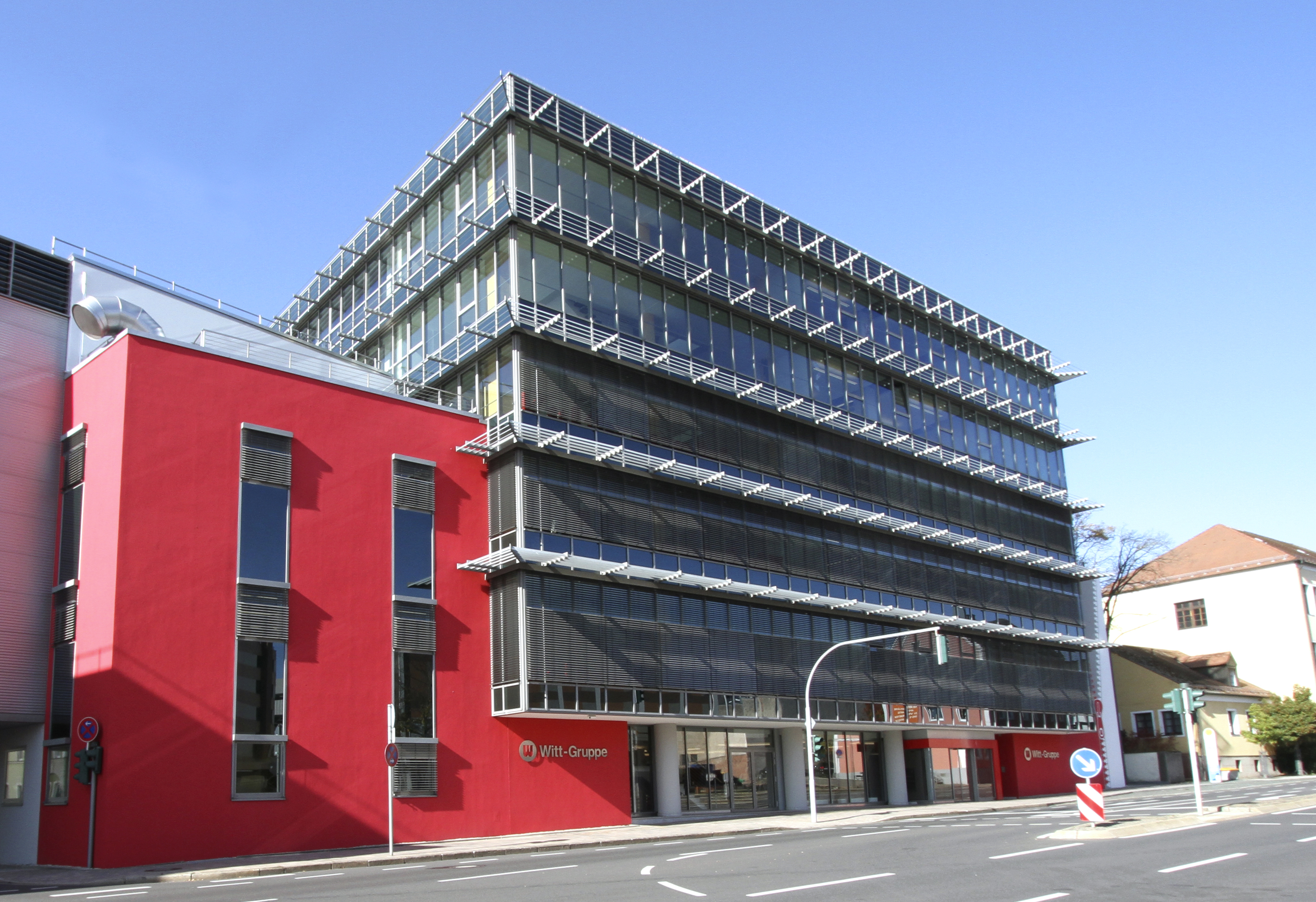
Verwaltungsgebäude (Glasbau) der Witt-Gruppe

### Gründung und Anfänge
Die heutige Witt-Gruppe wurde im Jahr 1907 vom gelernten Zimmermann Josef Witt (1884–1954) gegründet. Dieser übernahm den Kolonialwarenladen seiner Schwester in Reuth bei Erbendorf und baute ihn zu einem Versandhaus für Textilien aus. 1913 verlegte der Geschäftsmann den Standort seines Unternehmens in das 30 Kilometer entfernte Weiden aufgrund der besseren Bahnanbindung. Durch die Verbindung des Familiennamens Witt mit dem Ortsnamen Weiden entstand die Marke Witt Weiden (heute Witt).
Ab 1925 weitete Witt sein Unternehmen aus, indem er Spinnereien, Webereien und Fertigungsbetriebe in seinen Betrieb integrierte.

### Zeit des Nationalsozialismus
Durch das Ende der Weltwirtschaftskrise und die Konjunkturprogramme der Nationalsozialisten Anfang der 1930er Jahre verzeichnete Witt zunächst gestiegene Umsätze. Im Jahr 1934 beschäftigte das Unternehmen fast 5.300 Mitarbeiter und erzielte einen Umsatz von 86 Millionen Reichsmark. Damit war Witt Weiden das größte Versandunternehmen im Deutschen Reich und zählte zu den größten Versandunternehmen Europas.
Jedoch unterstützte die NSDAP hauptsächlich den Einzelhandel, weshalb Josef Witt sein Unternehmen nicht erweitern konnte. 1935 trat das Spinnstoffgesetz in Kraft, womit die jeweils zu verarbeitenden Rohstoffmengen und Preise durch den Staat festgelegt wurden. In Folge sank der Umsatz von Witt Weiden um mehr als ein Drittel auf 53 Millionen Reichsmark. Um den Umsatzrückgang zu kompensieren, weitete das Unternehmen 1936 sein Sortiment auf den Vertrieb von fertig geschneiderten Kleidern, Dirndl, Kragen, Korsetts, Mänteln, Hüten und Teppichen aus, womit der Umsatz im selben Jahr wieder auf 75 Millionen Reichsmark anstieg. Mitte der 1939er Jahre brachte das Unternehmen seinen ersten Modekatalog heraus.

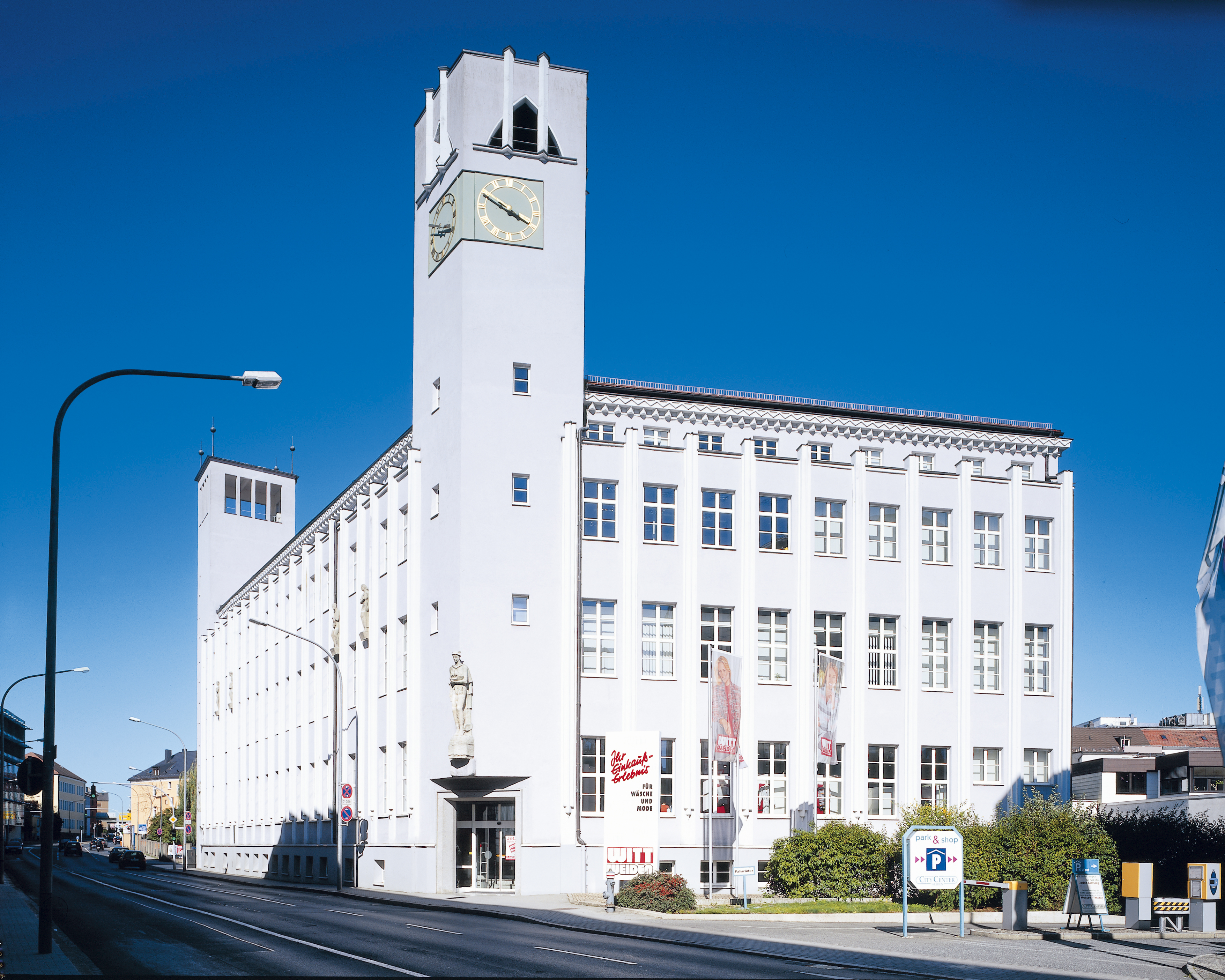
Historisches Kaufhaus der Witt-Gruppe

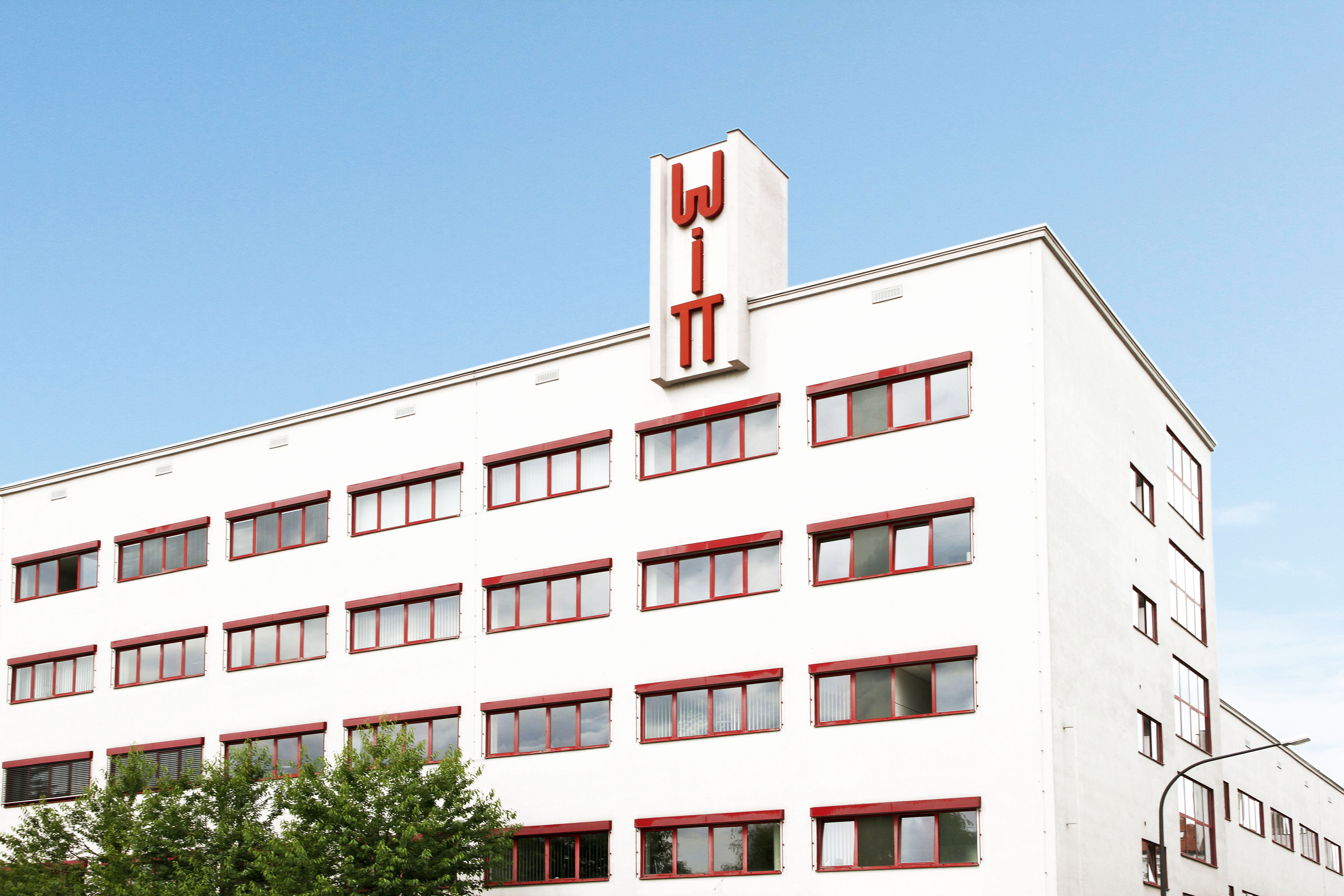
Verwaltungsgebäude (Altbau) der Witt-Gruppe

Mit Beginn des Zweiten Weltkriegs im September 1939 wurden 10 % der Angestellten von Witt Weiden zum Kriegsdienst eingezogen; das Unternehmen verzeichnete aufgrund der kriegsbedingten Zwangsrationierung in der Textilbranche einen starken Rückgang an Bestellungen und der Umsatz brach 1940 auf 21 Millionen Reichsmark ein. Zwischen 1941 und 1942 wurden acht der zehn Produktionsbetriebe von Witt Weiden geschlossen. Die Wäschefabrik produzierte ab 1943 Bekleidung für die Wehrmacht, während die technische Abteilung Bauteile für Kriegsflugzeuge fertigte. Durch diese Umnutzung des Betriebs wurde es für das Unternehmen zunehmend schwieriger, das Versandgeschäft aufrechtzuerhalten. In Folge sanken die Umsätze von 20 Millionen Reichsmark 1941 auf 11 Millionen Reichsmark 1942 sowie jeweils auf 5 Millionen Reichsmark in den Jahren 1943 und 1944. Obwohl das Sortiment von Witt Weiden in den letzten Kriegsmonaten nur noch aus Stoffen bestand, die überwiegend aus Zellwolle und Kunstseide hergestellt wurden, gelang es dem Unternehmen, den Textilhandel bis Anfang 1945 in beschränktem Maße aufrechtzuerhalten.

### Neuorientierung nach dem Zweiten Weltkrieg
Nach dem Zweiten Weltkrieg liefen die Geschäfte nur langsam wieder an. Im Jahr 1948 betrug der Umsatz des Unternehmens lediglich 3 Millionen D-Mark. Bis 1950 stieg der Umsatz wieder auf 90 Millionen D-Mark und im Jahr 1958 wurden 149 Millionen D-Mark erzielt.
Nach dem Tod von Josef Witt übernahm nach einer Übergangszeit 1959 sein gleichnamiger Sohn (geb. 1912) die Geschäftsführung des Unternehmens. Unter dessen Führung wurde noch im selben Jahr die erste Witt Weiden-Filiale in Kaiserslautern eröffnet.
Mit Slogans wie „Wäsche kauft man bei Witt“ oder „Kiwitt Kiwitt, nix Kiwitt: Witt Weiden Witt Weiden“ war Witt Weiden eines der ersten Unternehmen, das Werbung im Fernsehen schaltete. Da das Unternehmen mit selbst gefertigten Textilien immer weniger Umsatz generierte, wurde ab 1963 die Produktion von Textilien reduziert, und das Unternehmen konzentrierte sich verstärkt auf den reinen Handel. Zu dieser Zeit hatten Unternehmen wie Quelle, Neckermann und Otto das Großhandelsmodell eingeführt und waren damit in der Nachkriegszeit erfolgreich geworden.
Ausbleibende Modernisierungen, mangelnde Investitionen und Fehler in der Produkt- und Preispolitik führten in den 1980er Jahren zu einer existenzbedrohenden Krise des Unternehmens. 1987 wurde das von der Insolvenz bedrohte Unternehmen von der Schwab AG, einer Tochtergesellschaft des Otto-Konzerns, übernommen. Das neue Management verlagerte den Schwerpunkt des Geschäfts von Wäsche und Wohntextilien auf das heutige Kerngeschäft Damenoberbekleidung, im Anschluss konnte Witt wieder Gewinne erwirtschaften.
1997 stieg Witt in den Onlinehandel ein, zunächst mit einem rudimentären Unternehmensauftritt, später mit einem professionellen Onlineshop.
Im Jahr 2007 wurde mit der Witt-Gruppe ein Unternehmensdach für die Josef Witt GmbH etabliert, unter deren Dach die Marke Witt sowie weitere nationale und internationale Marken zusammengefasst wurden.
Aufgrund der zunehmenden Bedeutung des Onlinehandels werden seit 2014 die Bereiche IT und Internethandel sukzessive ausgebaut.

### Jüngere Entwicklungen
Zum Dezember 2019 wurde die Heinrich Heine GmbH aus Karlsruhe, eine weitere Tochter des Otto-Konzerns, in die Witt-Gruppe eingegliedert. Die Marke Heine blieb dabei erhalten.
Im Februar 2024 übernahm Witt die Marken Wenz und Impressionen der Klingel-Gruppe.
Auf Initiative des Unternehmens wurde im September 2024 eine repräsentative Studie mit dem Titel „So liebt und lebt die Generation 50+ in Deutschland“ veröffentlicht, in welcher das Beziehungsleben von Personen zwischen 50 und 70 Jahren in Deutschland untersucht wurde. Die Studie wurde vom Kölner Rheingold-Institut durchgeführt.

## Internationalisierung
Zunächst stieg das Unternehmen in der Schweiz in den Versandhandel ein (1992), kurz darauf in Österreich (1993). Später erfolgten die Markteintritte in Frankreich (2000), Großbritannien (2002), Russland (2007), der Ukraine (2011), Schweden (2012), Kasachstan (2013), den USA (2016) und der Slowakei (2019).
Die Witt-Gruppe ist mittlerweile mit 20 Online-Shops, 110 Filialen und acht Vertriebsmarken in zehn Ländern (Deutschland, Österreich, Schweiz, Frankreich, Großbritannien, USA, Tschechien, Niederlande, Schweden und Slowakei) aktiv.

## Unternehmensstruktur
Die Witt-Gruppe (Josef Witt GmbH) fungiert seit 2007 als die Muttergesellschaft von Witt (vormals Witt Weiden). Als eines der ältesten Versandhäuser für Textilien in Deutschland gehört das Unternehmen seit 1987 zur Otto Group.
Im Geschäftsjahr 2024/25 verzeichnete die Witt-Gruppe einen Umsatz von rund 1,257 Mrd. Euro (IFRS). Der Onlineanteil am Umsatz liegt mittlerweile bei rund 40 % (Stand: April 2025). Für den Onlinehandel greift Witt auf die Shopplattform des Online-Versandhändlers About You zurück.

### Logistik

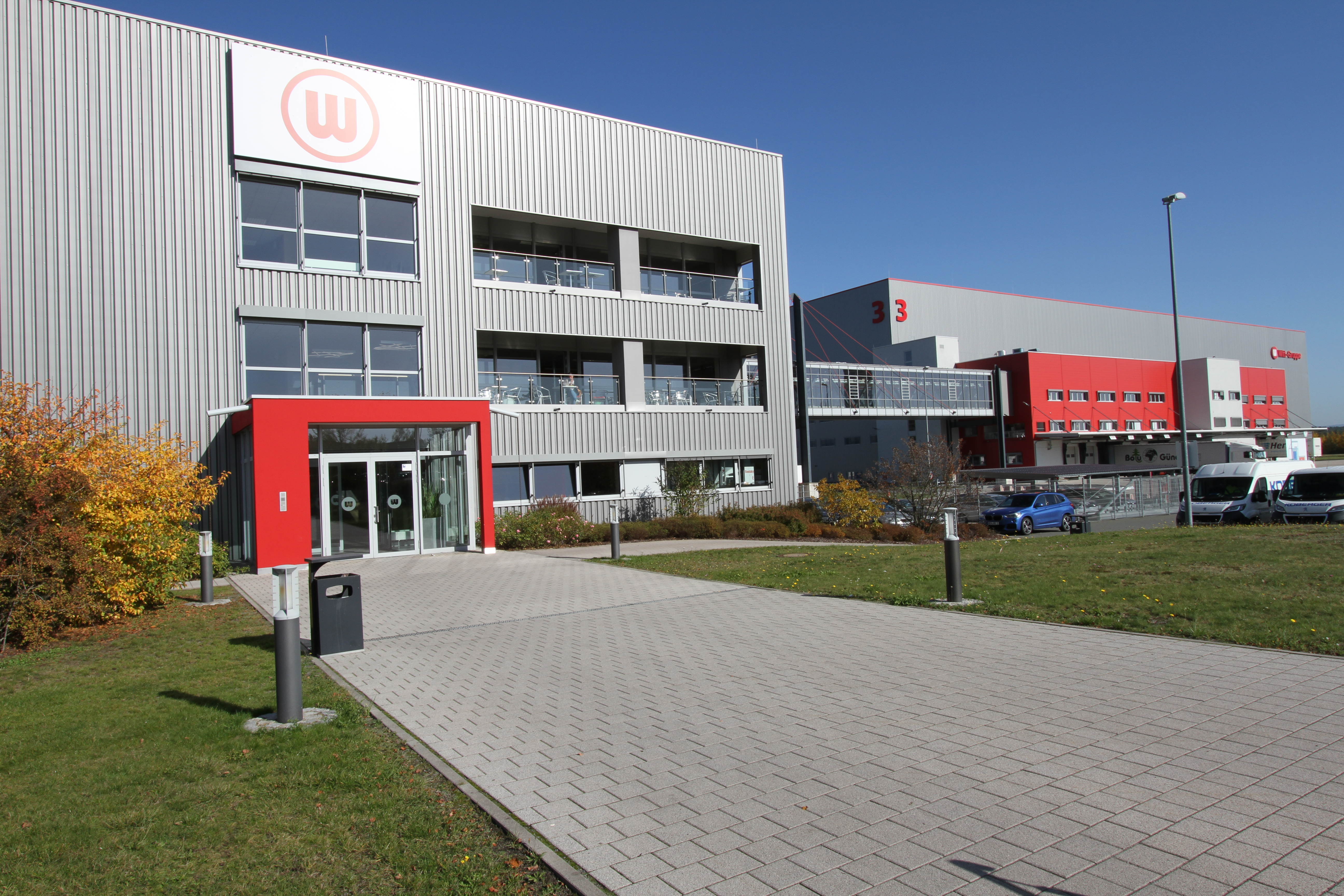
Logistikgebäude der Witt-Gruppe

Ein automatisches Behälter-Center in Ullersricht bei Weiden wurde 2005 in Betrieb genommen.
Bis 2007 befand sich die Logistik im Hauptgebäude in der Schillerstraße im Weidener Zentrum. Seit 2008 werden Kunden der Witt-Gruppe aus dem Warenverteilzentrum I beliefert. 2013 folgte ein zweiter Bauabschnitt für 22 Millionen Euro (WVZ II). Anfang 2015 eröffnete das Unternehmen in Weiden ein Warenverteilzentrum mit automatisiertem Hochregallager und integrierter Warenannahme (WVZ III). Der vierte Bauabschnitt des Logistikzentrums (WVZ IV) folgte 2019.

## Produkte
Die Witt-Gruppe vertreibt Damen- und Herrenoberbekleidung, Schuhe, Damen- und Herrenwäsche, Schmuck, Heimtextilien sowie Kleinmöbel und Wohnaccessoires über die vier eigenen Marken Witt, Sieh an!, creation L und heine mit mehreren internationalen Ablegern. Der Verkauf von Damenoberbekleidung stellt das Kerngeschäft des Unternehmens dar.
Die Witt-Gruppe nutzt ein kanalübergreifendes Geschäftsmodell (Omnichannel) mit den Vertriebswegen Katalog, Onlinehandel sowie dem stationären Einzelhandel mit rund 110 Filialen. Das Kataloggeschäft wurde mit dem Internetzeitalter um den Onlineauftritt ergänzt.
Die Hauptzielgruppe des Unternehmens sind überwiegend Frauen der Altersgruppe 50 plus.

## Nachhaltigkeit
Im Juni 2024 präsentierte die Witt-Gruppe gemeinsam mit 20 Studierenden des Masterstudiengangs International Management and Sustainability der Ostbayerischen Technischen Hochschule Amberg-Weiden die Ergebnisse von vier Nachhaltigkeitsprojekten. Die Projekte beinhalteten Recherchen, Lernprozesse und Diskussionen darüber, wie Unternehmen ihre Nachhaltigkeitsverantwortung erfüllen können.